# Pristomerus scutellaris
Pristomerus scutellaris là một loài tò vò trong họ Ichneumonidae.